# Sant Romà d'Erts
Sant Romà d'Erts és una església romànica al nucli d'Erts en la parròquia andorrana de la Massana. Està situada en arribar al poble d'Erts, a prop d'on hi és l'església nova, un edifici del segle xviii de planta molt senzilla. Les ruïnes d'una antiga església es troben a prop de les cases del poble, on hi ha un camí que et porta als horts. Allà trobarem un transformador d'electricitat, que de fet està situat en part a sobre del que fou la planta de l'antiga capella.
Pel que fa a la construcció es tracta d'una església de mides molt reduïdes formada per un únic volum, de forma rectangular. La façana està formada per una porta de fusta i dues finestres quadrangulars a cada costat. L'entrada té un petit porxo que la protegeix. Just a sobre veiem un campanar de mides desproporcionades en comparació amb l'església amb dues obertures d'arc de mig punt.
Actualment es conserva el mur de tramuntana de l'antiga església. En aquest mur s'han conservat algunes restes de pintures murals, tot i que el seu estat de conservació no ens permet fer una datació exacta. La part de l'absis s'ha conservat per com a mur de contenció del camí.